# Western and Atlantic Railroad
Western and Atlantic Railroad of the State of Georgia (W&A) je železniční společnost na jihovýchodě Spojených států. Její trať spojuje města Atlanta (Georgie) a Chattanooga (Tennessee). Trať je stále ve vlastnictví státu Georgie a je pronajata společnosti CSX Transportation.
Trať společnosti vešla ve známost díky únosu vlaku s lokomotivou General za občanské války.

## Založení
Nejstarší myšlenky na spojení mezi řekami Tennessee a Chattahoochee pocházejí z roku 1826. Prověřovala se možnost vybudování plavebního kanálu, ale vyčíslené náklady na vybudování vodního díla byly neúnosně vysoké. V roce 1831 přišel guvernér státu Georgie Lumpkin s myšlenkou vybudování železnice. Generální shromáždění státu Georgie schválilo založení státní společnosti a stavbu železnice 21. prosince 1836. Práce na stavbě začaly 4. července 1837. Trasa železnice směřovala z Chattanoogy na jih do místa nazývaného prostě „Terminus“, které se nacházelo na východ od řeky Chattahoochee, zde se poté mohla napojit na tratě Georgia Railroad vedoucí z Augusty a Macon and Western Railroad, která spojovala Macon s přístavem Savannah. Po prověření různých variant trasy byl „nultý milník“ umístěn v lokalitě, která se dnes nazývá „Five points“. O rok později vyrostla kolem hlavového nádraží osada a v roce 1847 byl „Terminus“ pojmenován „Atlanta“.

## Občanská válka

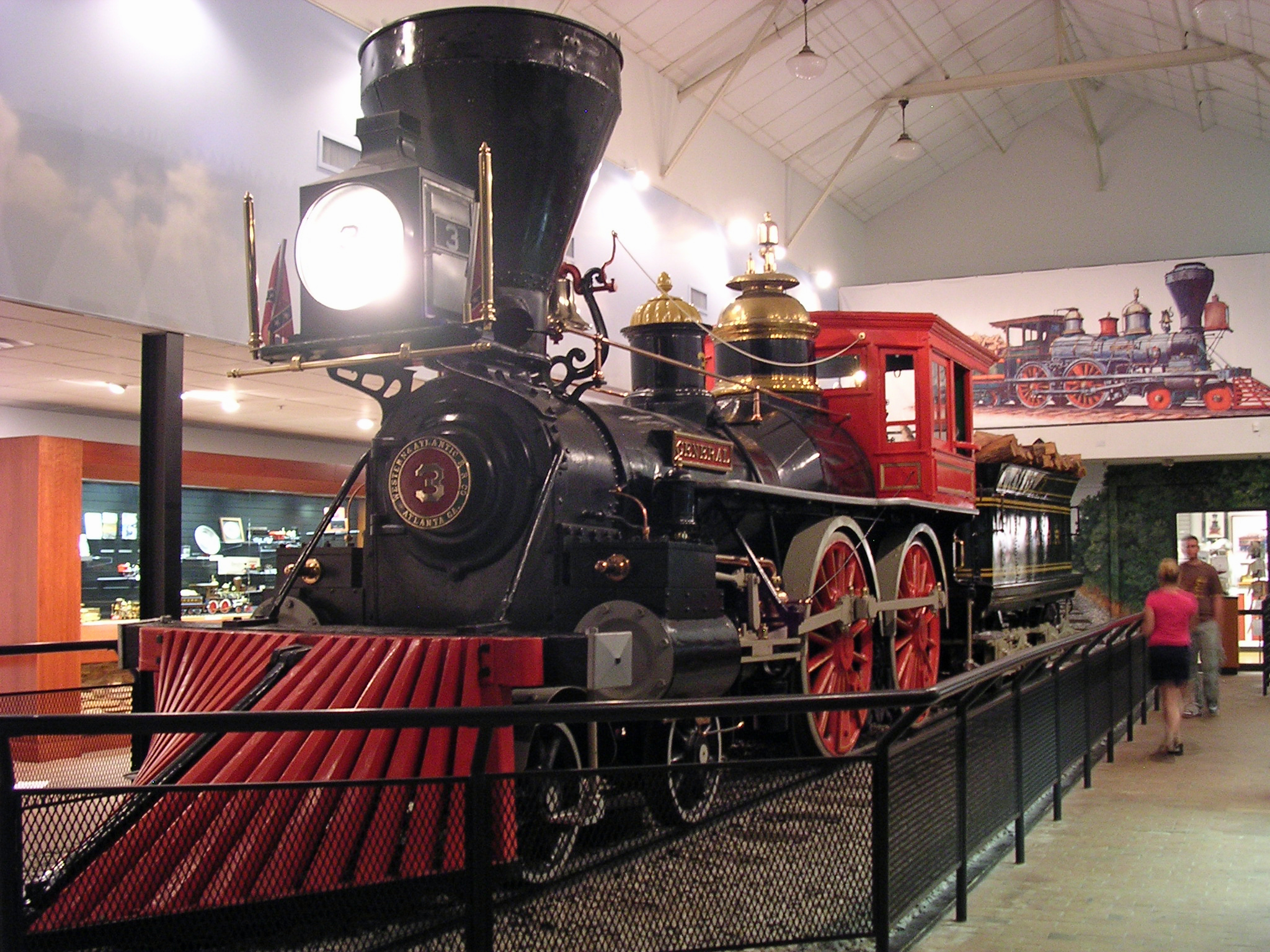
Lokomotiva General

Během občanské války vešla trať do dějin díky epizodě, která se odehrála 12. dubna 1862 a která je známá jako Velká lokomotivní honička. Seveřané přepadli a unesli vlak z Atlanty vedený lokomotivou General s cílem dojet do Chattanoogy a zničit za sebou trať, aby znemožnili zásobování jižanských oddílů. Průvodčí W&A Fuller se postavil do čela pronásledování a unesenou lokomotivu dojeli nedaleko Chattanoogy. Únosci mezitím prchli do lesů, ale byli pozatýkáni a někteří popraveni. V polovině roku 1864 byla železnice obsazena vojsky Unie a provoz na ní až do konce války zajišťovala United States Military Railroad (USMRR).

## Pronájem
Do roku 1870 byla tak zvaná „Státní dráha“ provozovaná přímo státem. V jejím čele stál superintendent ustanovený georgijským guvernérem a jemu přímo odpovědný. 27. prosince 1870 byl provoz převeden na Western & Atlantic Railroad Company, skupinu 23 investorů, včetně georgijského guvernéra ve válečných letech, Josepha E. Browna, který si dráhu i s vozidly pronajal od státu za 25 000 dolarů ročně. Smlouva vypršela přesně po 20 letech a na konci roku 1890 se novým nájemcem stala na 29 let společnost Nashville, Chattanooga & St. Louis (NC&StL). V té době byla železnice ve velmi špatném stavu. Součástí pronajaté dráhy byly pouze lokomotivy, které k ní patřily již v roce 1870. Moderní desetikoláky (Ten-wheeler) pořízené Brownovou Western and Atlantic Railroad Company byly prodány jiným železnicím. Zatímco většina osobních vozů byla použitelná, prakticky všechny lokomotivy byly zchátralé a všechny nákladní vozy byly sešrotované. O hodnotě lokomotiv se diskutovalo asi dvacet let. Hlavní změnou ve smlouvě o pronájmu z roku 1890 bylo ustanovení, že v okamžiku ukončení pronájmu se všechna vylepšení železnice provedená nájemcem stávají vlastnictvím státu. Do tohoto ustanovení byly zahrnuty úpravy infrastruktury a pořízení nových lokomotiv, vozů a dalších zařízení. Po vypršení nájemní smlouvy byl nájem NC&StL opakovaně prodlužován až do doby, kdy byla pohlcena svojí mateřskou firmou – Louisville and Nashville Railroad – samotnou ve vlastnictví Atlantic Coast Line, jedné z hlavních společností spojených ve Family Lines System a později CSX Transportation, jejíž nynější nájemní smlouva končí 31. prosince 2019. V září roku 2018 byla smlouva se CSX prodloužena o dalších 50 let.

## Polohy stanic (stav 1867 a 2008 )
| #  | Stanice                 | míle (1867) | míle (2008)         | poznámka                                                      |
| 0  | Atlanta                 | 0           | 0                   |                                                               |
| 1  | Marietta                | 20          | 20                  | zahájení 1838, dokončena 1842                                 |
| 2  | Kennesaw                | 28          | 28                  | Místo únosu vlaku                                             |
| 3  | Acworth                 | 35          | 35                  |                                                               |
| 4  | Allatoona               | 40          | 40                  | Poblíž nádrže Allatoona                                       |
| 5  | Emerson                 | 45          | 45                  |                                                               |
| 6  | Cartersville            | 47          | 47                  |                                                               |
| 7  | Cass                    | 52          | 52                  |                                                               |
| 8  | Kingston                | 59          | 59                  |                                                               |
| 9  | Adairsville             | 69          | 69                  |                                                               |
| 10 | Calhoun                 | 79          | 79                  |                                                               |
| 11 | Resaca                  | 84          | 84                  |                                                               |
| 12 | Tilton                  | 90          | 90                  |                                                               |
| 13 | Dalton                  | 99          | 99                  |                                                               |
| 14 | Tunnel Hill             | 107         | 108                 | Tunel Chetoogeta dokončen 31.10.1849, 1. vlak projel 7.5.1850 |
| 15 | Ringgold                | 115         | 114                 | V míli 116.3 nalezen opuštěný General                         |
| 16 | Graysville              | 121         | 121                 |                                                               |
| 17 | Chickamauga (Tennessee) | 126         | 126                 |                                                               |
| 18 | Chattanooga (Tennessee) | 138         | OWA 137.3/OOJ 149.4 |                                                               |

## Změna rozchodu
Před občanskou válkou byla většina tratí na jihu stavěna s rozchodem 5 stop (1524 mm). Po válce byla zákonem stanovena povinnost do 1. června 1886 zavést na všech tratích standardní rozchod, který byl zaveden na severu. Přerozchodování 138 mil (222 km) dlouhé trati W&A začalo 31. května 1886 o půl druhé odpoledne a bylo dokončeno 1. června v 10 hodin dopoledne. Prací se zúčastnilo přes 400 mužů, zároveň byly přerozchodovány lokomotivy i vozy.

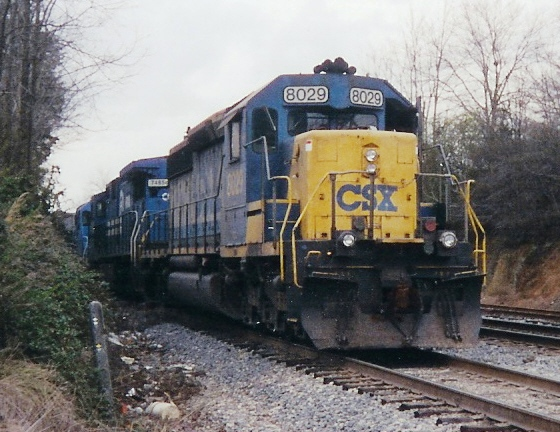
CSXT 8029 čeká na křižování v Tunnel Hill

## W&A v současnosti
Kromě několika málo napřímení provedených NC&StL se trať W&A změnila od roku 1862 jen málo. Nejvýznamnější změnou bylo napřímení trati při zřízení přehradní nádrže Allatoona, kdy byla opuštěna trasa přes Allatoonský průsmyk. Také most přes řeku Etowah je nyní v nové poloze. Tunel Chetoogeta v Tunnel Hill byl opuštěn v roce 1928 kvůli nevyhovujícímu průjezdnému profilu, v jeho blízkosti byl proražen tunel nový. V Kennesaw a v míli 116,3 byly umístěny pamětní tabule na únos lokomotivy General.